# Kesaveloo Goonam
Kesaveloo Goonam, de son vrai nom  Kesaveloo Goonaruthnum Naidoo (1906-1998), est une médecin sud-africaine et militante anti-apartheid, surnommée « Coolie Doctor », titre de son autobiographie parue en 1991.

## Biographie

### Origines et formation
Elle naît à May Street dans la ville de Durban, d'un père indien et d'une mère originaire de l'île Maurice.  Le 8 mars 1928, elle commence ses études de médecine à l'université d'Édimbourg, en Ecosse où elle en sort diplômée. Elle retourne en Afrique du Sud en 1936 et ouvre un cabinet médical à Grey Street,. 
Elle est la première femme médecin indienne en Afrique du Sud.

### Activisme
Au début de sa carrière, elle fait l'objet d'une discrimination raciale où l'accès à des postes hospitaliers lui est refusé à cause du refus d'infirmières blanches de recevoir d'ordres d'un médecin indien. 
Ensuite, elle installe un cabinet médical parmi les femmes noires et asiatiques à Durban, pour répondre à leurs besoins plus particulièrement des besoins en soins de santé reproductive, avec compréhension et discrétion.
Elle prend part dans des organisations comme Child Welfare et Friends of The Sick Association (FOSA).  
En 1939, elle est élue  vice-présidente de Non-Europe United, créée au Natal.  
Elle est également active au sein du Congrès indien du Natal dont elle est  élue vice-présidente, puis présidente par intérim.  
Plus tard, elle devient membre du comité du Conseil anti-ségrégation (ASC), dirigé  par Monty Naicker créé pour s'opposer à la ségrégation, le 28 avril 1944.
Lors de la campagne de résistance passive indienne de 1946 qui critique la loi de 1946 sur le régime foncier asiatique et la représentation indienne, elle prend la tête de la marche du troisième jour de la campagne avec le révérend Michael Scott. 
Le 29 juin 1946,elle est  condamnée à six mois de prison avec sept jours de travaux forcés, en plus de sept jours de travaux forcés avec sursis de trois mois auxquels elle était  condamnée en vertu de la loi sur les rassemblements émeutiers le  25 juin 1946 mais  après quatre mois, la peine est suspendue. Elle  est emprisonnée 17 fois en raison de ses activités politiques.  
Au cours des années 1950, elle porte assistance au  vice-ministre indien de la Santé et Sushila Nayyar en supervisant  les programmes de planification familiale en tant que comité gouvernemental à New Delhi.
Kesaveloo poursuit ses activités politiques avec  l'organisation de réunions dans ses cabinets médicaux en 1961 avec Theo Kloppenberg, Eleanor Kasrils et Poomoney Moodley. Elle quitte l'Afrique du Sud pour l'Angleterre en 1978 pour échapper au harcèlement des agents de sécurité et de préserver sa propre sécurité. Avant son départ, elle installe  la Helping Hand Society pour aider sa famille expulsée de Clairwood et de Cato Manor vers Chatsworth . Elle continue d'exercer la médecine auprès des réfugiés indiens d'Ouganda et du Kenya, avant de s'installer en Australie et au Zimbabwe,, puis  retourne  en Afrique du Sud en 1990, après la libération de Nelson Mandela. Elle vote aux élections sud-africaines de 1994 . Toujours en 1994, elle invite  à la dissolution du Congrès indien du Natal en déclarant qu'il est  temps de partir.
En 1991, elle publie son autobiographie, Coolie Doctor.

### Vie privée
Elle est célibataire et mère avec trois enfants. Kesaveloo meurt le 21 septembre 1998 à l'âge de 92 ans.

## Hommages
En 2008, en son honneur, une rue du quartier central des affaires de Durban est renommée en la rue Dr Goonam.
Le 1er juillet 2016, un arbre est planté au parc de la Résistance à Durban par l'Association des anciens élèves du Sastri College pour lui rendre hommages.[réf. nécessaire]
En 2019, l'École des sciences sociales et politiques de l'Université d'Édimbourg décide de nommer un nouveau bâtiment de doctorat créé en l'honneur du Dr Goonam à George Square.

## Note et Références